# François Braud
François Braud (Pontarlier, 27 de julio de 1986) es un deportista francés que compite en esquí en la modalidad de combinada nórdica.
Ganó cinco medallas en el Campeonato Mundial de Esquí Nórdico entre los años 2013 y 2017. Participó en cuatro Juegos Olímpicos de Invierno, en los años 2006 y 2018, ocupando el quinto lugar en Turín 2006, el cuarto en Vancouver 2010 y el cuarto en Sochi 2014, en la prueba por equipo.

## Palmarés internacional
| Campeonato Mundial | Campeonato Mundial     | Campeonato Mundial | Campeonato Mundial         |
| Año                | Lugar                  | Medalla            | Prueba                     |
| ------------------ | ---------------------- | ------------------ | -------------------------- |
| 2013               | Val di Fiemme (Italia) | Medalla de oro     | TN + 4 × 5 km por equipo   |
| 2015               | Falun (Suecia)         | Medalla de oro     | TG + 2 × 7,5 km por equipo |
| 2015               | Falun (Suecia)         | Medalla de plata   | TG + 10 km individual      |
| 2015               | Falun (Suecia)         | Medalla de bronce  | TN + 4 × 5 km por equipo   |
| 2017               | Lahti (Finlandia)      | Medalla de bronce  | TG + 10 km individual      |